# Погар (село)
Пога́р — село в Україні, у Стрийському районі Львівської області. Населення становить 400 осіб. Орган місцевого самоврядування — Козівська сільська рада.

## Географія
Розташоване між горами Довжки і Дзвенів, за якою межує з Орявчиком — одним із центрів гірськолижного відпочинку. Через село протікає річка Орява і чимало гірських потічків. Площа села становить 2,1 км².

## Історія
Найбільший у Карпатах нафтопромисел з'явився 1800 р. поблизу села Погар у Сколівщині, поблизу потоку Роп'янка. За описами австрійського геолога Еміля Тітца тут з колодязів глибиною від 5-7 до 70 м отримували до 260 т нафти на рік.
2 квітня 1949 повстанці — капелан Михайло Блозовський разом із братами Василем і Савою Краснянським, Павлом Арендачем і Василем Дубом —перебирались на нове місце постою і натрапили у засідку НКВС коло села Погар, яку влаштував підрозділ 91-го стрілецького полку внутрішніх військ МДБ під командуванням капітана Лєбьодкіна. У тривалому бою у співвідношенні один до десяти — всі повстанці полягли.

## Населення
Згідно з переписом УРСР 1989 року чисельність наявного населення села становила 420 осіб, з яких 189 чоловіків та 231 жінка.
За переписом населення України 2001 року в селі мешкало 406 осіб.

### Мова
Розподіл населення за рідною мовою за даними перепису 2001 року:
| Мова       | Відсоток |
| ---------- | -------- |
| українська | 99,26 %  |
| білоруська | 0,25 %   |
| російська  | 0,25 %   |
| інші       | 0,24 %   |

## Соціальна сфера
У селі є греко-католицька церква, початкова школа, дитячий садок, будинок просвіти.

## Видатні люди
- Снігур Лука — майстер дерев'яного будівництва і різьбар.